# Голяма дафния
Голямите дафнии (Daphnia magna) са вид хрилоноги от семейство Дафниеви (Daphniidae).
Те са планктонни ракообразни, като възрастните достигат дължина 1,5 до 5 милиметра, и са важен компонент на много езерни екосистеми.